# I consigli del cuore
I consigli del cuore - Raccolta 1994-2006 è la seconda raccolta del cantautore italiano Massimo Di Cataldo, pubblicata nel 2006 dalla Sony BMG.
L'album è costituito da un doppio CD che contiene i brani più famosi dell'artista e due canzoni inedite, tra cui il singolo Più grande del cielo.

## Tracce
CD 1
1. Soli
2. Che sarà di me
3. Liberi come il sole
4. Una ragione di più (con Eros Ramazzotti)
5. Qualcosa cambierà
6. Fine corsa (con Renato Zero)
7. Qualunque sia
8. Se adesso te ne vai
9. Anime (Rou) (con Youssou N'Dour)
10. Michela
11. Con il cuore
12. Camminando
13. Sole
14. Continuare a volare
15. Senza di te
16. Cosa rimane di noi

CD 2
1. Non ci perderemo mai
2. Come sei bella
3. Solo se ci sei tu
4. Ragazza
5. Il mio tempo
6. Non ti dimenticherò
7. Le tue parole
8. Angelo mio
9. Come il mare
10. Veramente
11. Mai più distanti (Now That You Love Me)
12. Fragile
13. Scusa se ti chiamo amore
14. Il nostro caro angelo
15. Caterina
16. Un'altra notte
17. Più grande del cielo (Inedito)
18. I consigli del cuore (Inedito)

## Classifiche
| Classifica (2006) | Posizione massima |
| ----------------- | ----------------- |
| Italia            | 72                |